# Circoscrizioni di Pescara

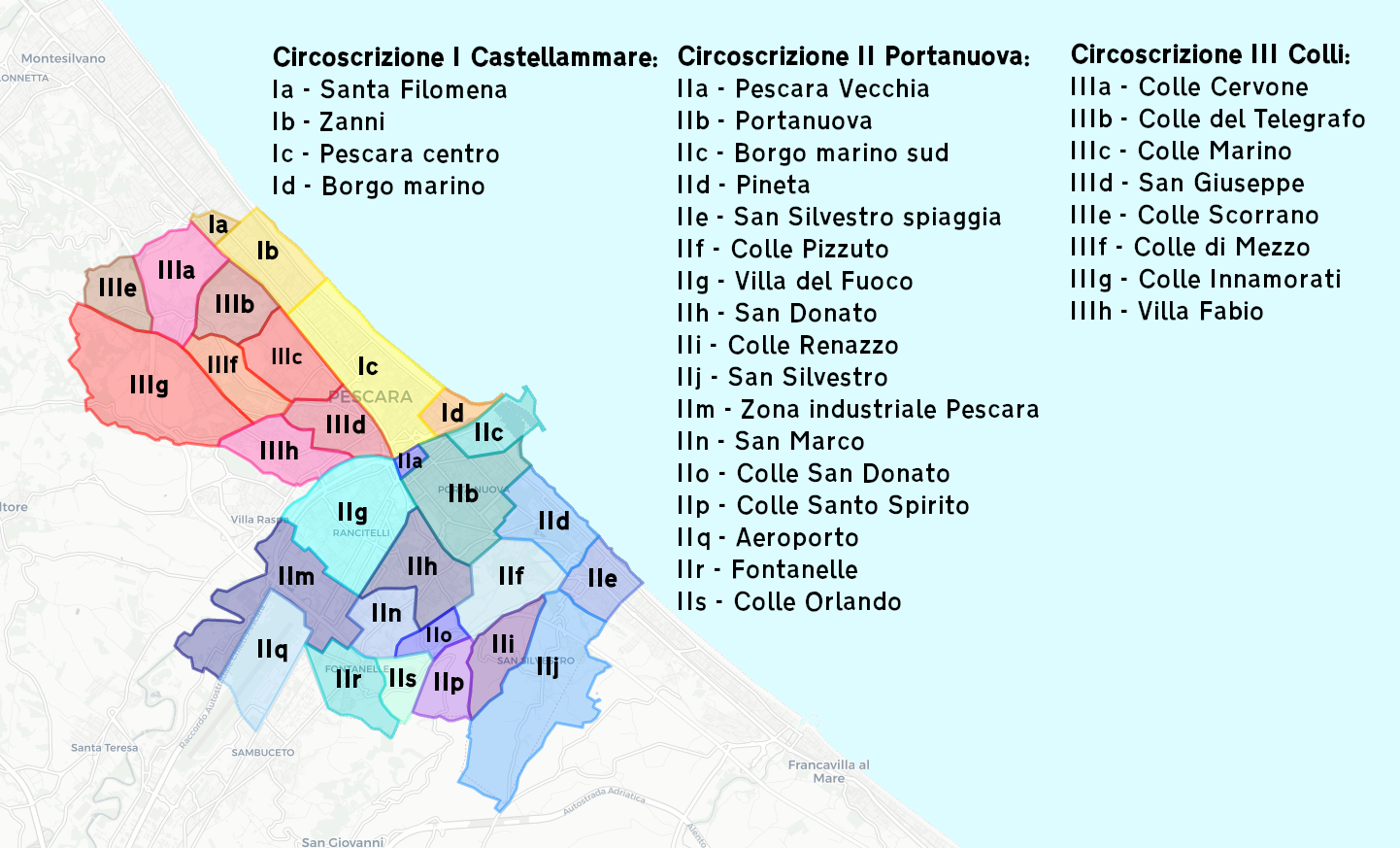
La suddivisione in circoscrizioni e quartieri

Il territorio comunale di Pescara era suddiviso in tre circoscrizioni, denominate "Castellammare", "Portanuova" e "Colli" sino all'entrata in vigore della legge n. 42/2010 nel 2014, che ha soppresso tali enti di decentramento nei comuni con meno di 250.000 abitanti. Pur avendo quindi cessato ogni attività a livello amministrativo, la suddivisione resta comunque in uso per ripartire in tre zone il territorio comunale e i diversi quartieri al loro interno, mentre le sedi circoscrizionali continuano a ospitare uffici comunali decentrati.

## Storia
Il moderno comune di Pescara nasce dall'unione con i limitrofi comuni soppressi di San Silvestro nel 1879 e Castellammare Adriatico nel 1927. Fino alla fine del XIX secolo il centro abitato pescarese era racchiuso all'interno della Fortezza di Pescara, che ne limitò lo sviluppo e lo separò dalle vicine aree paludose, tuttavia in seguito all'abbattimento della fortezza e alla bonifica delle aree circostanti l'abitato crebbe velocemente espandendosi in tutte le direzioni, andando a occupare l'intero l'attuale territorio comunale che raggiunse la saturazione edilizia negli anni 1970. La rapida crescita urbana e le distruzioni susseguenti i bombardamenti di Pescara del 1943 impedirono la formazione di forti identità locali, tuttavia il primigeneo dualismo tra i comuni di Pescara e Castellammare Adriatico è ancora distinguibile nelle diverse composizioni sociali e specializzazioni economiche delle diverse aree cittadine, facilmente inseribili in quattro quadranti separati dal fiume Pescara e dal rilevato della ferrovia Adriatica.
In seguito all'entrata in vigore della legge sul decentramento amministrativo, il comune di Pescara si dotò di nove circoscrizioni di decentramento comunale: 1 San Donato-San Silvestro, 2 Pineta, 3 Villa del Fuoco, 4 Portanuova, 5 Villa Fabio-Ospedale, 6 Pescara centro, 7 Pescara colli, 8 Zanni-Santa Filomena, 9 Piazza San Francesco; negli anni 1990 furono ridotte a cinque, e in seguito vennero nuovamente ridotte a tre, ripartendo la zona a nord del fiume nelle circoscrizioni "1 Castellammare" e "3 Colli", separate dalla linea ferroviaria, e a sud la circoscrizione "2 Portanuova".

## Circoscrizione I Castellammare

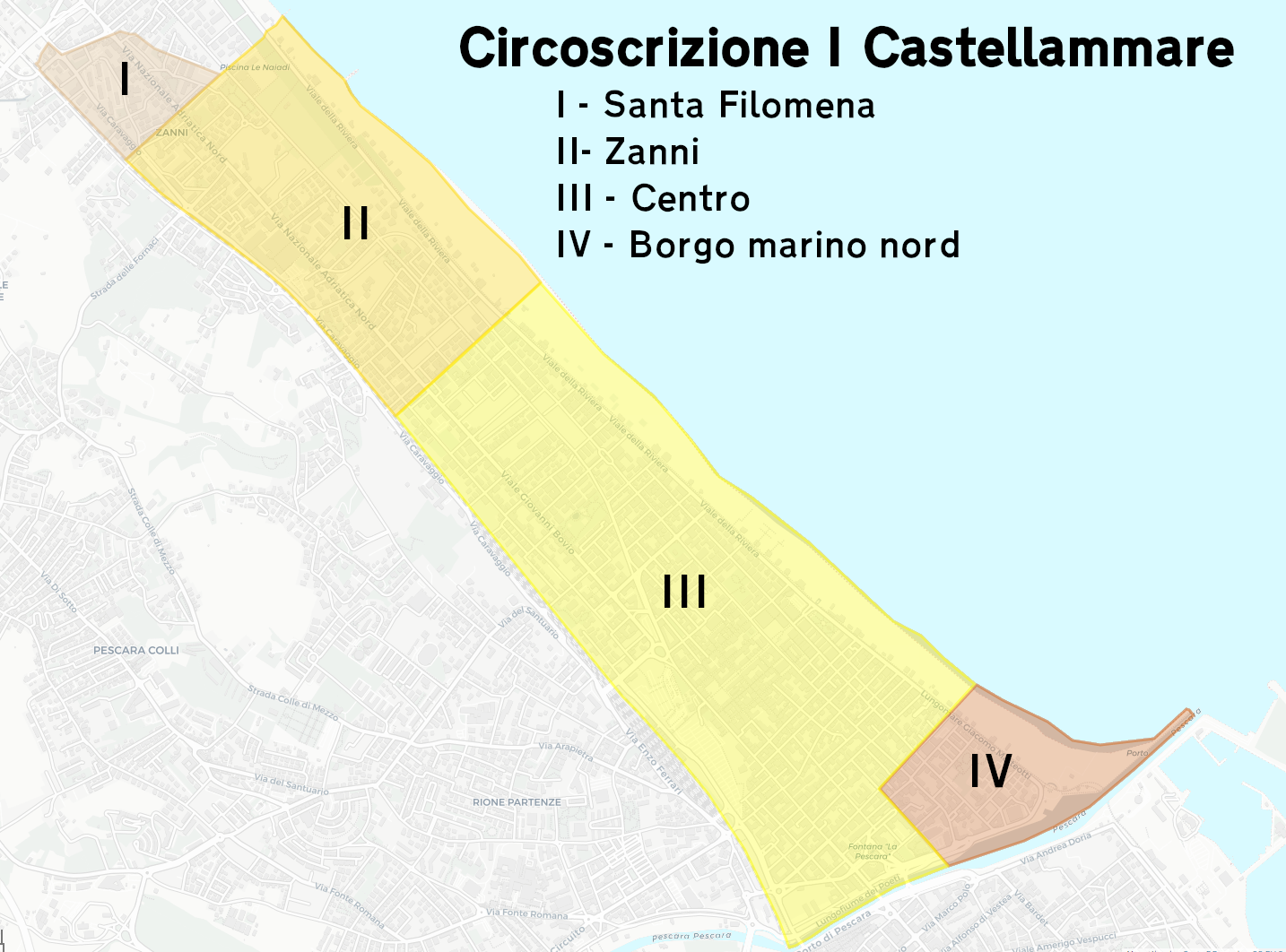
Circoscrizione I

L'area della circoscrizione Castellammare coincide con la zona pianeggiante del comune di Castellammare Adriatico, e incorpora il centro cittadino. Vi si concentrano la maggior parte delle attività commerciali e ricettive. La parte settentrionale della circoscrizione, ovvero a nord della stazione di Pescara Centrale, si presenta urbanisticamente divisa dall'ex tracciato ferroviario della ferrovia Adriatica (spostata in variante a ridosso delle colline nel 1988) noto come "Strada parco"; divenuto sede per la futura Filovia di Pescara, il tracciato (non collegato alla viabilità stradale e attraversato in senso trasversale da poche vie) separa le zone circostanti viale Bovio e via Nazionale Adriatica (ex strada statale 16 Adriatica) dalle zone più vicine alla costa, a ridosso degli assi viari di viale Kennedy e viale della Riviera. La sede circoscrizionale si trova in viale Giovanni Bovio 446.

### Santa Filomena
Quartiere all'estremo nord del territorio comunale, al confine con l'omonimo quartiere di Montesilvano. Vi sorgeva la stazione di Santa Filomena della ferrovia Pescara-Penne.

### Zanni
Quadrante settentrionale della circoscrizione, è compreso tra via Cavour e piazza Duca degli Abruzzi a sud, via Caravaggio a ovest e Montesilvano e Santa Filomena a nord. La sezione occidentale del quartiere ha carattere prevalentemente residenziale con numerosi insediamenti di edilizia residenziale pubblica, mentre la sezione orientale litoranea è caratterizzata dalla presenza della riserva naturale Pineta di Santa Filomena. Sono presenti nel quartiere il campo sportivo "Ettore D'Agostino" e le piscine Le Naiadi.

### Centro città

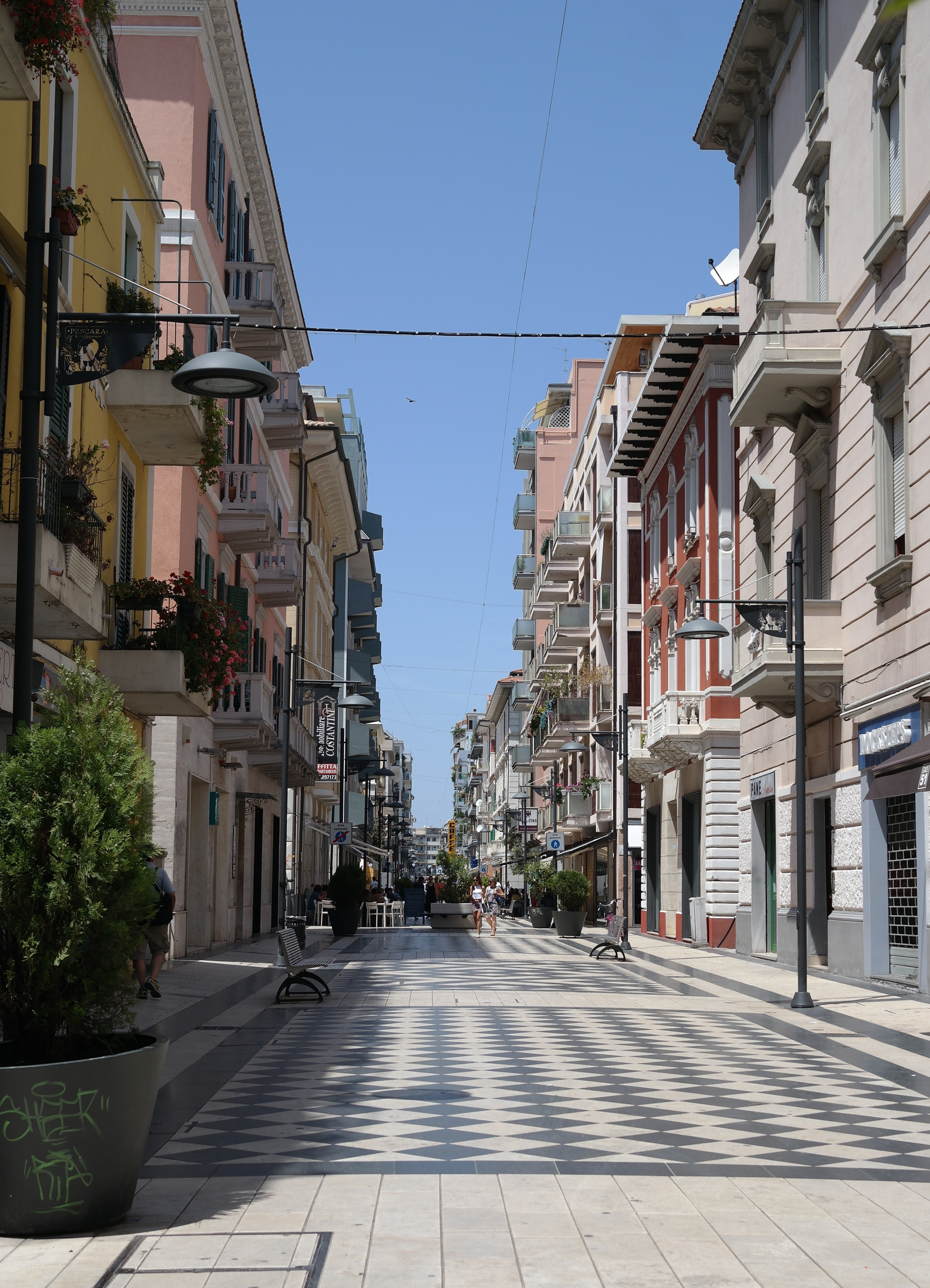
Via Firenze, nel centro cittadino

Corrispondente al centro del vecchio comune di Castellammare Adriatico, la zona ha subito le maggiori distruzioni durante i bombardamenti di Pescara, e presenta quindi poche testimonianze del passato cittadino. Ha il suo fulcro nei due viali commerciali corso Umberto I (lungo il quale si sviluppano le due piazze centrali del Sacro Cuore e della Rinascita) e corso Vittorio Emanuele II; nel quartiere sono presenti i principali monumenti e luoghi identitari della città, come la fontana "La Nave" di Pietro Cascella, la chiesa del Sacro Cuore, Palazzo del Governo e Palazzo di Città (rispettivamente sedi di provincia e comune), il Palazzo delle Poste di Cesare Bazzani, Palazzo Imperato, Palazzo Mezzopreti (sede del conservatorio Luisa D'Annunzio), il liceo classico "Gabriele D'Annunzio", la nuova stazione di Pescara Centrale, le vecchie stazioni centrali di FS e FEA e i parchi cittadini "Florìda" e "Villa Sabucchi". I principali eventi cittadini vengono spesso tenuti in piazza della Rinascita e largo Mediterraneo, mentre la zona di piazza Muzii e del mercato coperto è, insieme al lungomare, uno dei centri della vita notturna e principale distretto "food & beverage" d'Abruzzo. Le numerose pedonalizzazioni delle vie centrali hanno inoltre consentito una concentrazione delle attività commerciali nell'area, creando un cosiddétto "centro commerciale naturale". Hanno sede nel quartiere i musei Imago Museum, CLAP Museum, museo d'arte moderna Vittoria Colonna, museo Paparella Treccia Devlet e Maison des Arts. Nei terreni dove sorge il campo Rampigna sono emersi nel 2020 resti dei bastioni settentrionali della fortezza di Pescara e resti dell'antica necropoli di Aternum, e nella zona è prevista l'istituzione di un parco archeologico.

### Borgo marino nord
La piccola borgata originaria, nata alla fine del XIX secolo a ridosso della villa del possidente locale il barone Giuseppe De Riseis, era una modesta frazione a ridosso del fiume che ospitava gli operatori della marineria locale. Nel corso del XX secolo, conseguentemente alla veloce crescita demografica della città, la zona un tempo urbanisticamente isolata venne coinvolta da un rapido e profondo sviluppo edilizio, e gran parte dei vecchi edifici sono stati nel tempo demoliti e rimpiazzati da nuove costruzioni, e le ultime attestazioni storiche del quartiere sono concentrate lungo via Gobetti e via Lazio. La stazione di Pescara Porto sul lungomare era la fermata locale della ferrovia Pescara-Penne, mentre sul lungofiume vi sono le banchine nord del porto canale, il museo del Mare e il mercato ittico. Sulla facciata di un edificio scolastico è presente il murales "Il mio posto sicuro" dell'artista Millo.

## Circoscrizione II Portanuova

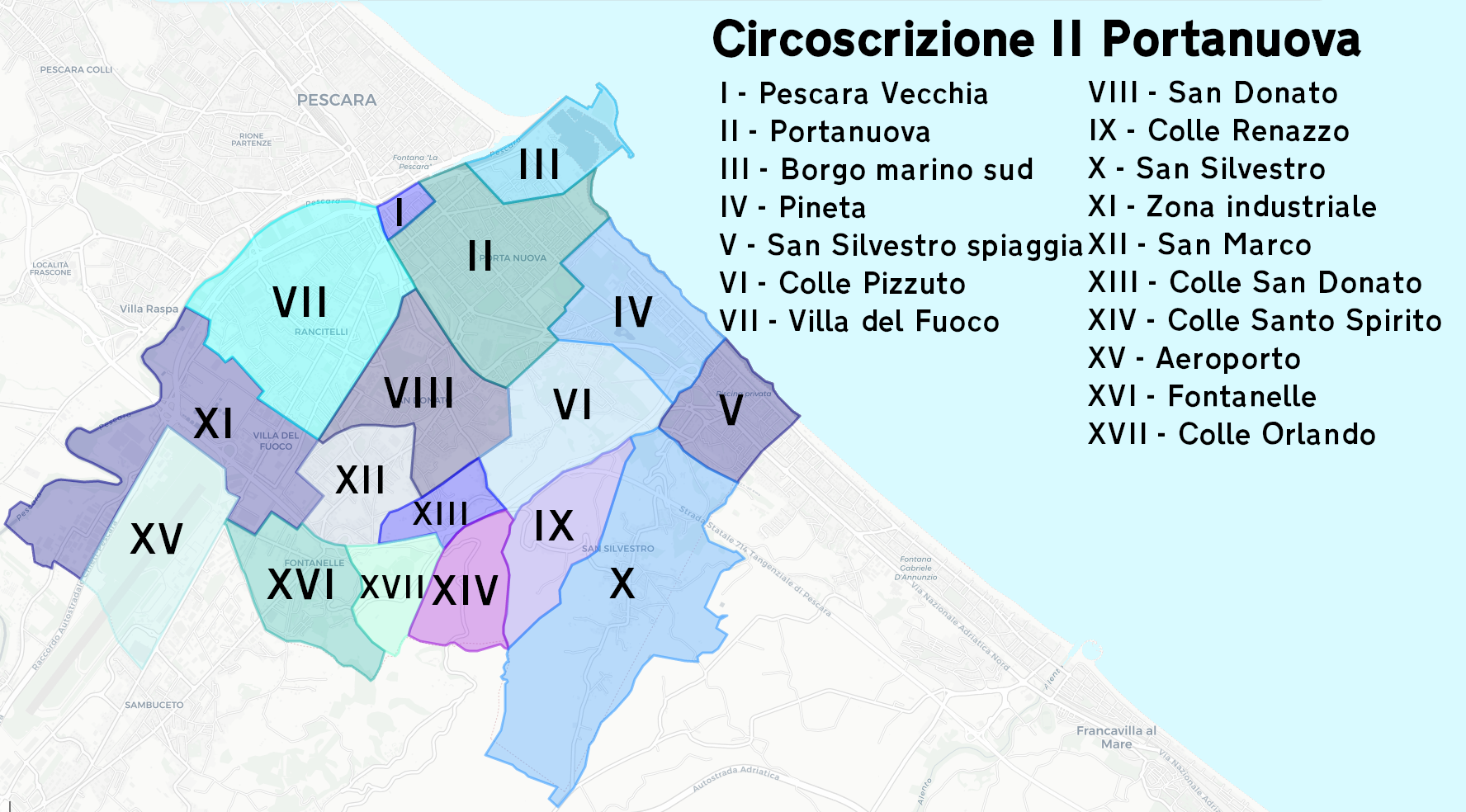
Circoscrizione II

La circoscrizione comprende tutto il territorio a sud del fiume Pescara, andando a coincidere col territorio comunale precedente l'unione con Castellammare Adriatico. Come accade nella zona settentrionale della città, la ferrovia Adriatica divide quartieri molto eterogenei per composizione sociale e funzioni economiche, ed è la zona in cui maggiormente sono presenti le attestazioni storiche cittadine. La sede circoscrizionale si trova in piazza dei Grue 1.

### Pescara Vecchia

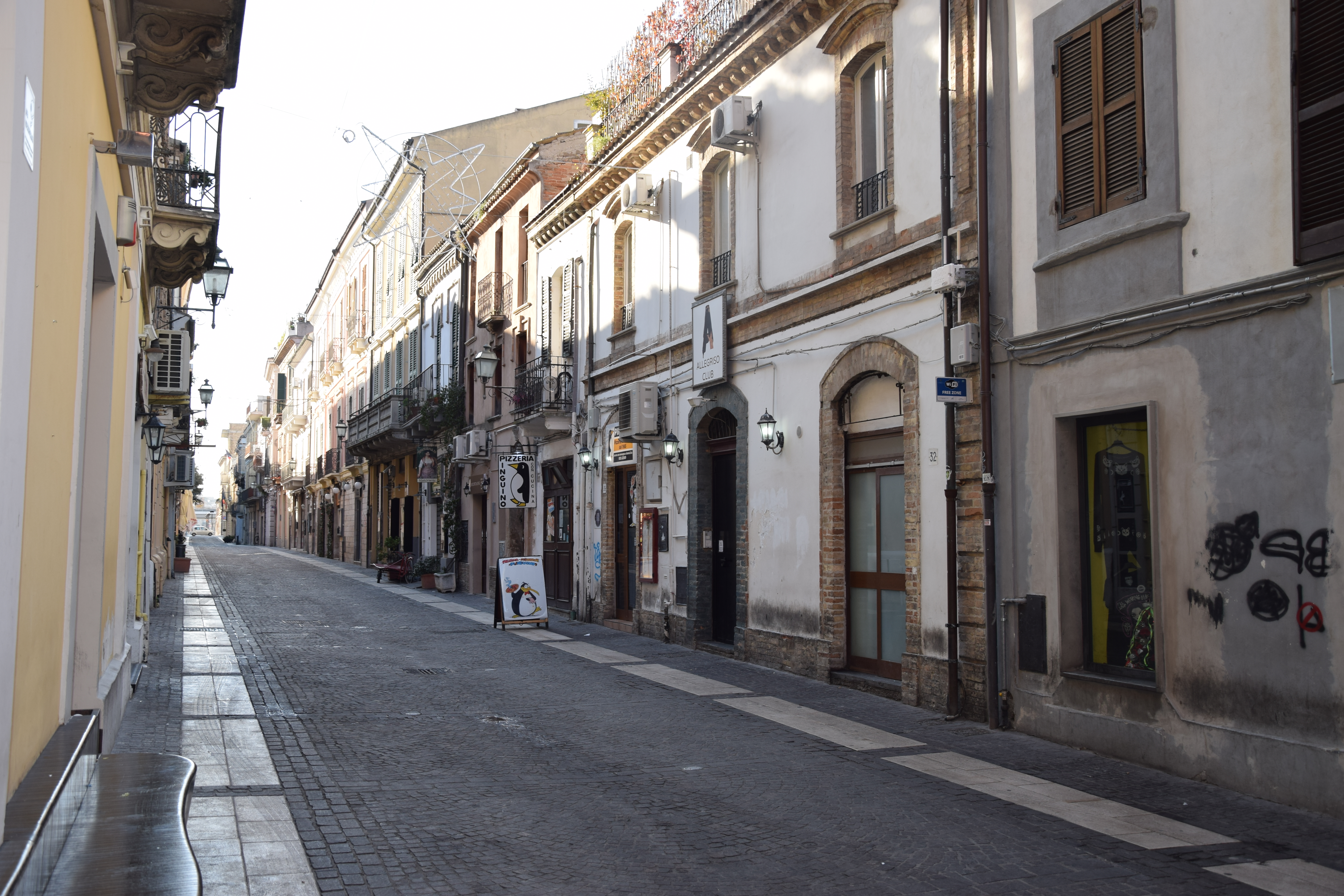
Pescara Vecchia

Il piccolo centro storico pescarese, articolato tra via delle Caserme, corso Manthoné, via dei Bastioni e le piazze Garibaldi e Unione, è la zona più antica della città, coincidendo con l'abitato romano di Aternum e le sue successive modificazioni. Fino al XIX secolo era racchiuso nella fortezza di Pescara, e sebbene abbia subito danneggiamenti dagli eventi del secondo conflitto mondiale e successiva ricostruzione, la sua planimetria ricalca le prime attestazioni cinquecentesche, mentre gran parte del costruito risale al XVIII e XIX secolo. Sono presenti nel piccolo rione, un'area quasi del tutto composta da isole pedonali e storicamente al centro della vita notturna cittadina, il museo delle genti d'Abruzzo, il museo casa natale Gabriele D'Annunzio, il Mediamuseum, la cattedrale di San Cetteo, il teatro Michetti, la casa natale di Ennio Flaiano e la sede del Consiglio regionale dell'Abruzzo. In via Catone sono inoltre presenti alcuni murales dell'artista Millo, autore di diverse opere in città.

### Portanuova
Zona centrale della circoscrizione, nasce dalle prime espansioni urbane al di fuori della fortezza tra XIX e XX secolo. Il quartiere è di carattere prevalentemente residenziale e si estende dal fiume Pescara a nord, le colline di San Silvestro a sud e la linea ferroviaria a ovest. Hanno sede nel quartiere il museo civico Basilio Cascella, il museo dell'Ottocento, il campus pescarese dell'università degli Studi "Gabriele d'Annunzio" il grande edificio del Palazzo di Giustizia e le stazioni di Pescara Porta Nuova e Pescara Tribunale, mentre ai suoi margini meridionali, a ridosso della Pineta Dannunziana, sono presenti numerosi centri sportivi: il Circolo Tennis Pescara, lo stadio Adriatico-Giovanni Cornacchia, il campo "Adriano Flacco", il palasport PalaElettra e il palasport "Ciro Quaranta".

### Borgo marino sud

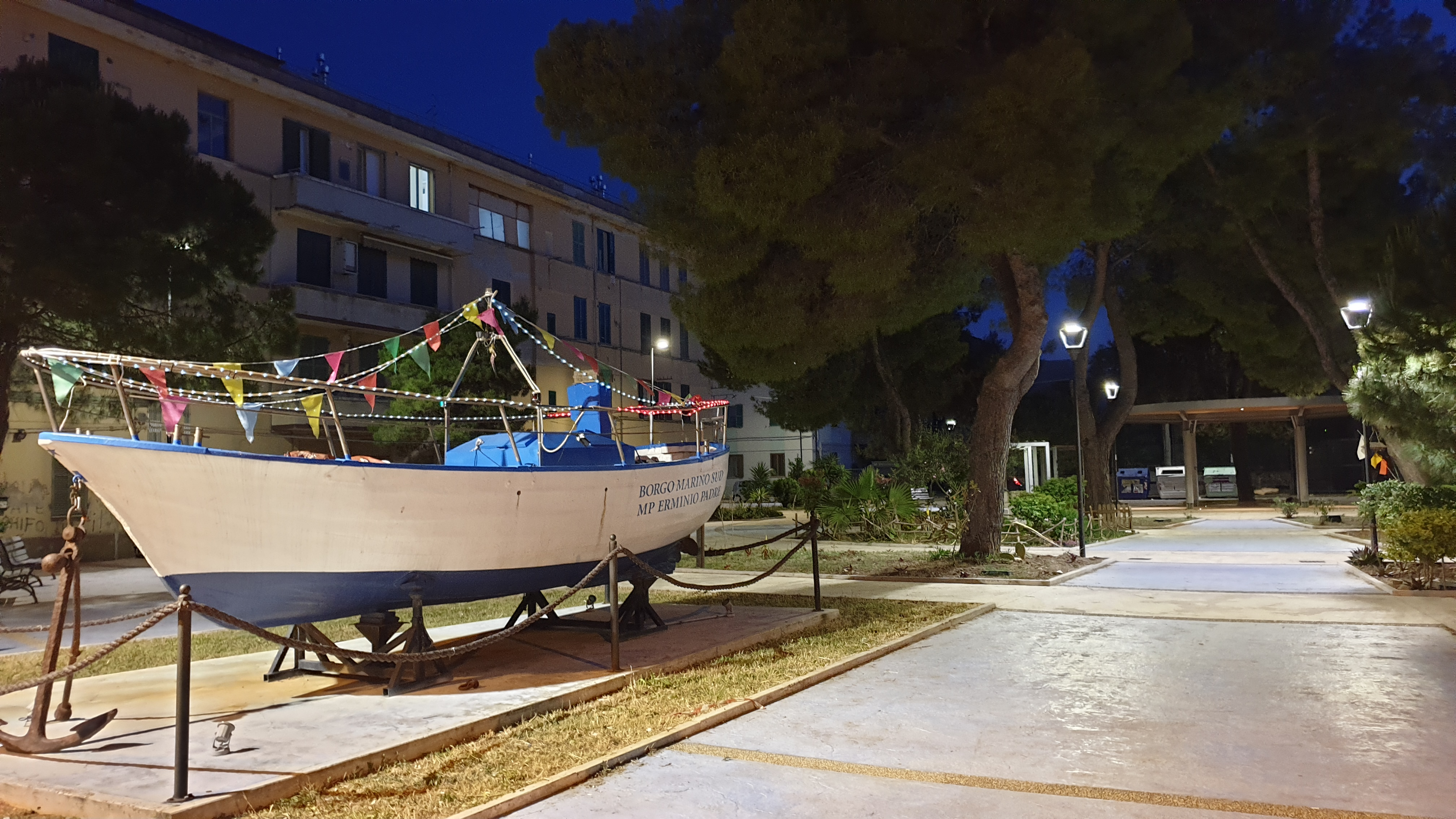
Piazza Luigi Rizzo a Borgo marino sud

Il quartiere nasce negli anni 1930 durante il primo ampio intervento di edilizia residenziale pubblica in città in un'area in precedenza paludosa e insalubre, e come l'omologo quartiere a nord del fiume nasceva come un insediamento marinaro separato dal centro cittadino. Nel passato sede di insediamenti industriali legati alle strutture portuali, nel quartiere vi sono dei vuoti urbani lasciati dalle loro demolizioni, tuttavia più che in altre zone cittadine permane una certa identità locale e comunitaria al suo interno. Lungo il fiume Pescara vi sono le banchine meridionali del porto Canale, e alla sua foce il porto turistico Marina di Pescara e il ponte del Mare, attraversamento ciclopedonale che collega le due riviere a nord e a sud del fiume. Questo quartiere dà il nome al romanzo di Donatella Di Pietrantonio Borgo Sud, che vi è parzialmente ambientato.

### Pineta

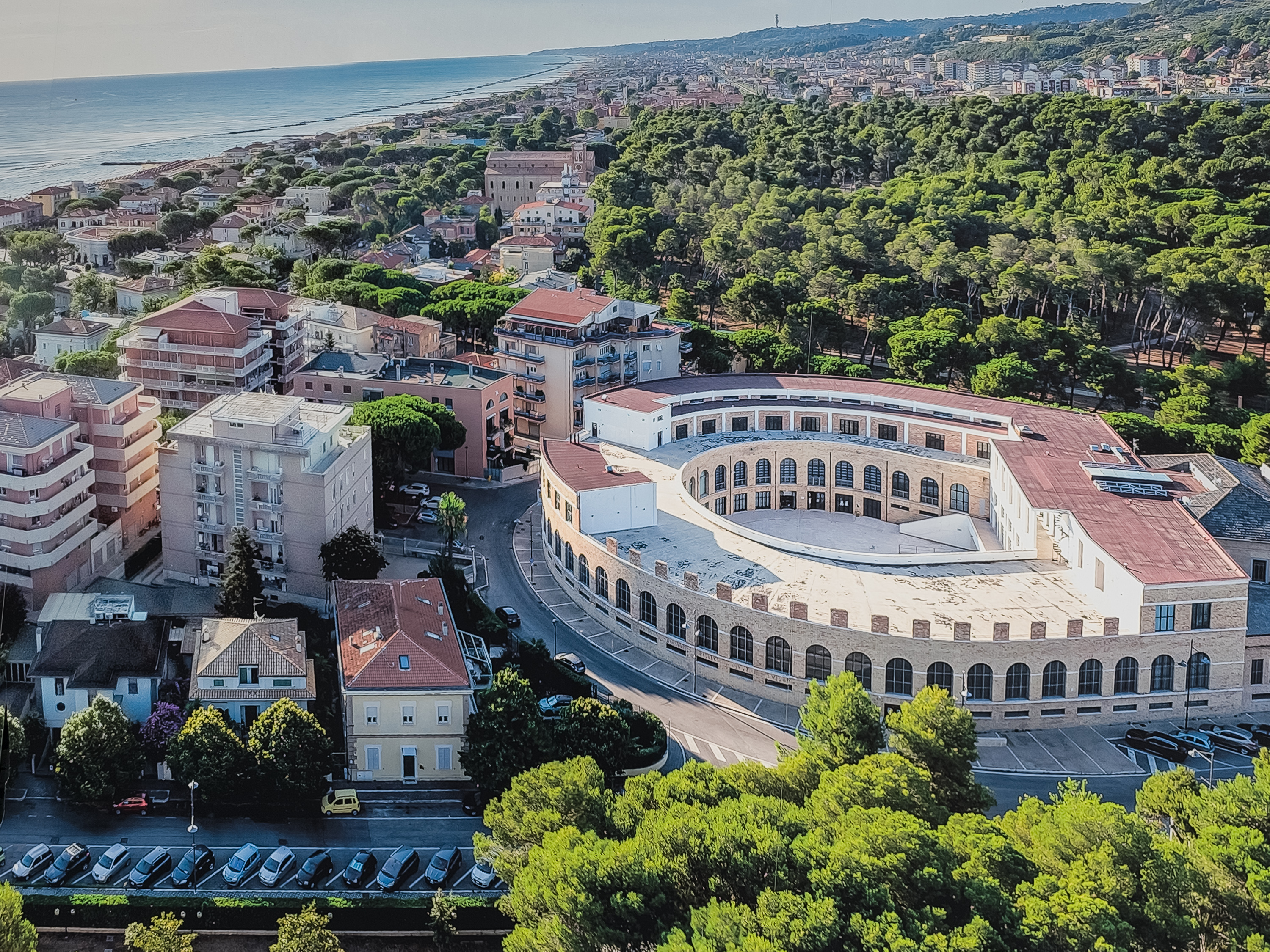
L'ex Aurum e la pineta

Il quartiere fu pianificato nel 1912 da Antonino Liberi allo scopo di creare una piccola città giardino a destinazione turistico-ricreativa tra la costa e gli spazi recentemente bonificati della Pineta Dannunziana. Composto da numerose ville di stile liberty, il quartiere sorge intorno alla pineta dalla quale prende il nome. La lontananza dal centro città ha preservato la zona dalla maggior parte dei danneggiamenti subiti dalla città nel secondo conflitto mondiale, restituendo uno spaccato dell'architettura liberty un tempo prevalente a Pescara. Nato come kursaal del quartiere, Palazzo Pomilio (noto come ex Aurum) è spesso sede di mostre ed eventi.

### San Silvestro spiaggia
Separato dal quartiere Pineta dal fosso Vallelunga, un tempo confine tra i comuni di Pescara e San Silvestro, il quartiere rappresenta la propaggine meridionale del litorale cittadino sino al confine con Francavilla al Mare. Al suo interno vi è il rione di edilizia residenziale pubblica noto come Villaggio Alcyone sorto negli anni 1970.

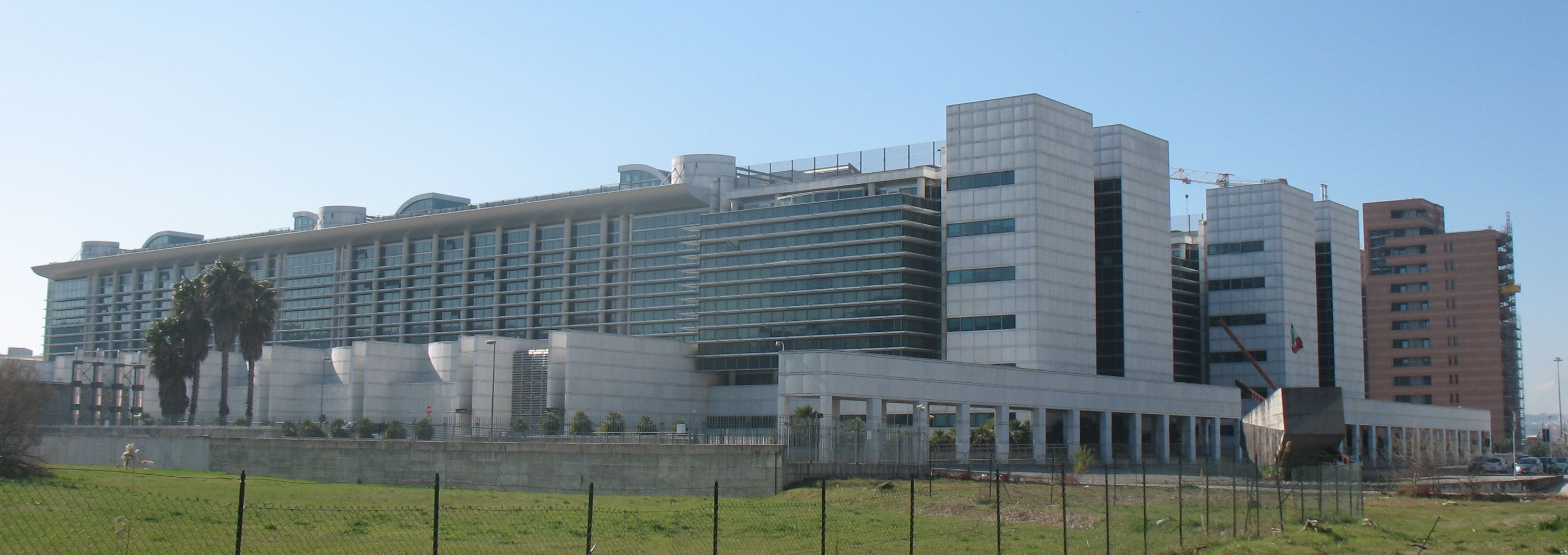
Il Palazzo di Giustizia

### Colli sud
La fascia collinare a sud di Portanuova, i cui limiti settentrionali corrispondono grossomodo agli assi viari di via Tirino e via della Bonifica e che confina a est con il quartiere Pineta, a ovest con San Giovanni Teatino e Fontanelle e a sud con la frazione San Silvestro, è composta da colle Pizzuto, colle Pineta, colle Renazzo, colle San Donato, colle Orlando e colle Santo Spirito ed è caratterizzata da bassi livelli di densità abitativa e ambienti naturali spesso boschivi. In questi territori collinari furono rinvenuti numerosi reperti preistorici e resti di un villaggio di agricoltori, che attestano l'antico popolamento dell'area.

### Villa del Fuoco - Rancitelli
Il quartiere, racchiuso dagli assi stradali della strada statale 16 dir/C del Porto di Pescara, la strada statale 714 Tangenziale di Pescara, la linea ferroviaria Adriatica e l'ex tracciato della ferrovia Roma-Pescara (divenuto via Alessandro Volta), occupa il quadrante sud-occidentale della città. Storicamente sede del santuario della Madonna del Fuoco, il quartiere ha risentito di una urbanizzazione rapida e disordinata nella seconda metà del XX secolo, ed è nel tempo diventato una periferia con notevoli situazioni di disagio sociale e con scarse attività economiche. Le difficili condizioni del quartiere, spesso definito come un ghetto, sono spesso al centro delle cronache regionali e nazionali.

### San Donato e San Marco

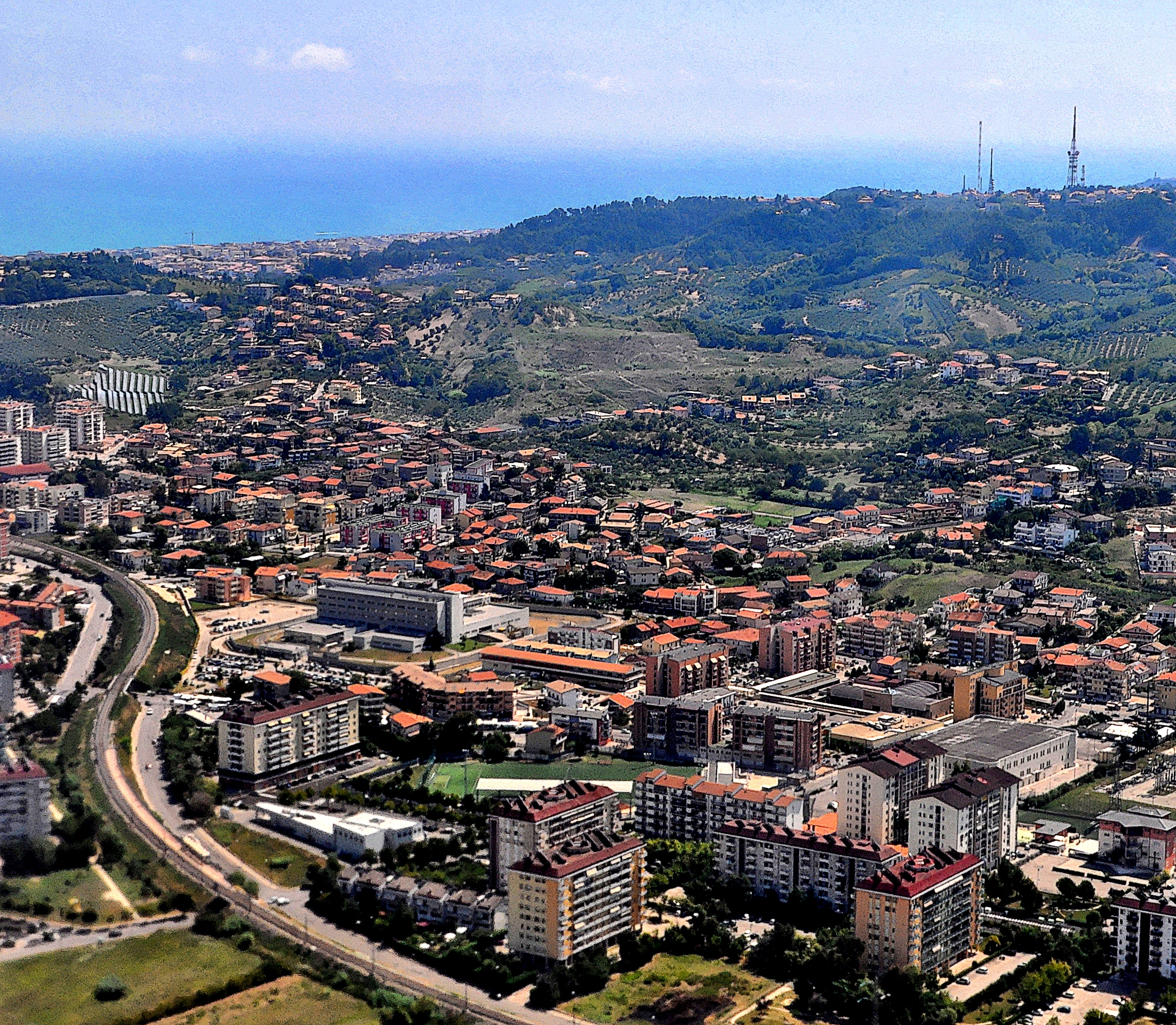
Panoramica di San Donato

Separato da Villa del Fuoco dall'asse viario di via Alessandro Volta, il quartiere occupa la fascia meridionale della zona occidentale della città. Caratterizzato da estesi interventi di edilizia residenziale pubblica nell'ambito del Coordinamento di edilizia popolare, nel quartiere sono presenti il carcere cittadino, la direzione provinciale dell'Agenzia delle entrate, il Palasport Giovanni Paolo II, il centro sportivo campo San Marco e la stazione della ferrovia Roma-Pescara Pescara San Marco.

### San Silvestro
San Silvestro, fino al 1879 comune autonomo, è l'unica frazione cittadina di Pescara. Il centro abitato si è andato formando già nel XVII secolo e sorge su una serie di colline al confine meridionale della città. Unico quartiere non del tutto inserito nel tessuto urbano, anche se ben collegato e poco distante dal resto della città, ospita lo storico Palazzo Fattiboni, antica sede comunale, e la chiesa di San Silvestro Papa. La presenza della fontana medievale nota come fonte Locca testimonia l'antico popolamento di quest'area, abitata fin da epoche medievali o ancora precedenti.

### Fontanelle
Posto al confine occidentale della città, il quartiere era in origine una frazione del comune di San Silvestro, ceduta al comune di Pescara nel 1868. Le costruzioni più antiche, risalenti al XVIII e XIX secolo, sono situate nella zona collinare del quartiere nei dintorni di Villa Henrici, sotto tutela della soprintendenza regionale per i beni e le attività culturali per la sua rilevanza storico-artistica. Nella sezione pianeggiante, al confine con San Giovanni Teatino, sorge un insediamento di edilizia residenziale pubblica; spesso il quartiere è citato insieme a Villa del Fuoco come simbolo di periferia degradata e luogo di concentrazione criminale. Sulla facciata di uno degli alloggi popolari è stato realizzato dall'artista pugliese Millo un murales chiamato "Dream".

### Zona industriale Pescara e Aeroporto
Nei piani di ricostruzione della città seguenti il secondo conflitto mondiale la zona, chiusa a nord dal fiume Pescara e a sud dall'aeroporto di Pescara venne scelta per concentrare le attività industriali cittadine, in precedenza situate in prossimità della foce del fiume e delle stazioni ferroviarie. La zona a ridosso di Villa del Fuoco era un tempo sede della masseria della famiglia D'Annunzio, e nonostante questa sia stata demolita negli anni 1970 sopravvive, in attesa di restauri, una torre in stile liberty parte dell'edificio.

## Circoscrizione III Colli

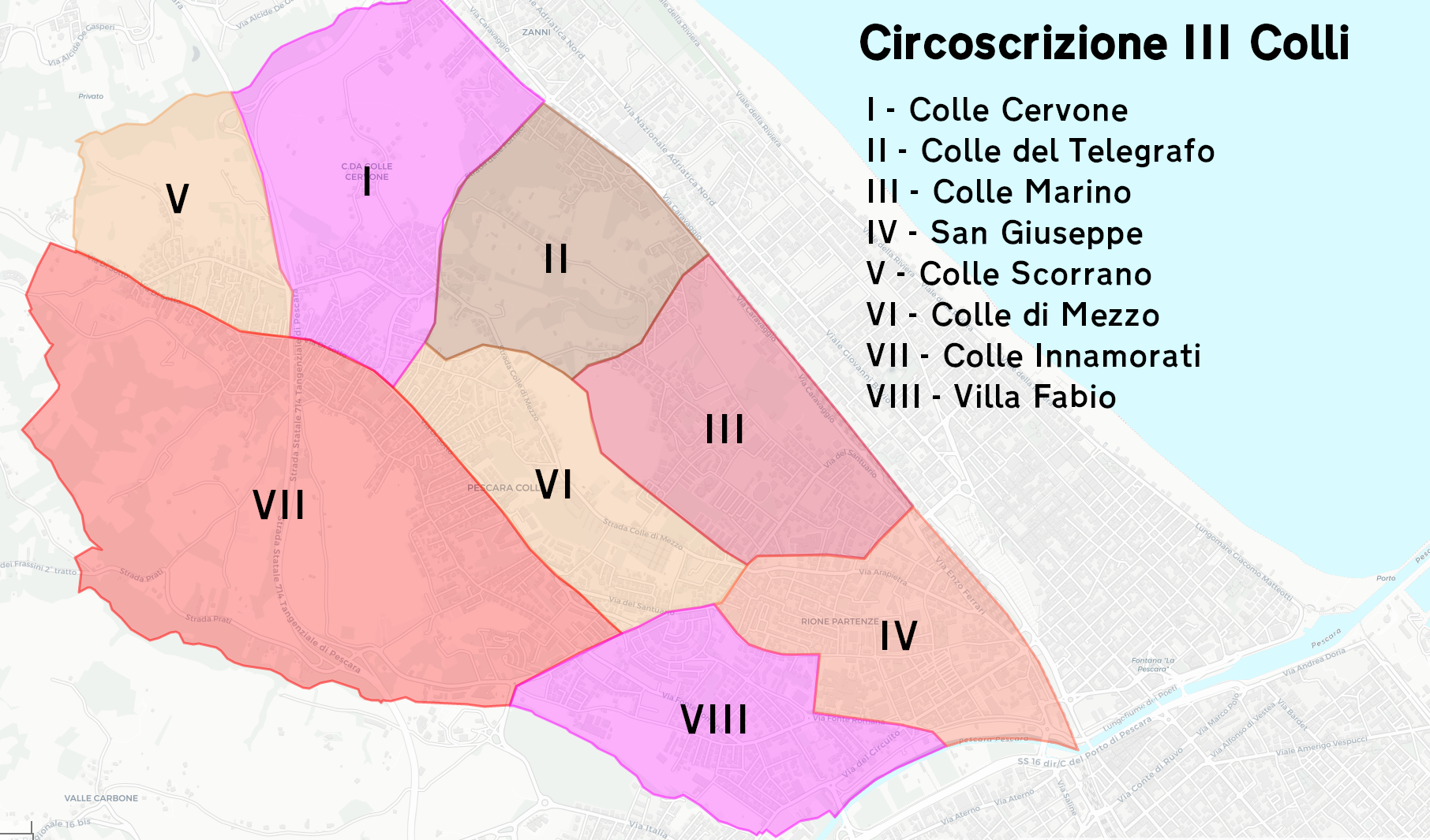
Circoscrizione III

La circoscrizione racchiude tutto il settore collinare del vecchio comune di Castellammare Adriatico e il suo lungofiume a ovest della linea ferroviaria Adriatica. La sede circoscrizionale si trova in via di Sotto 8/12.

### Colli nord

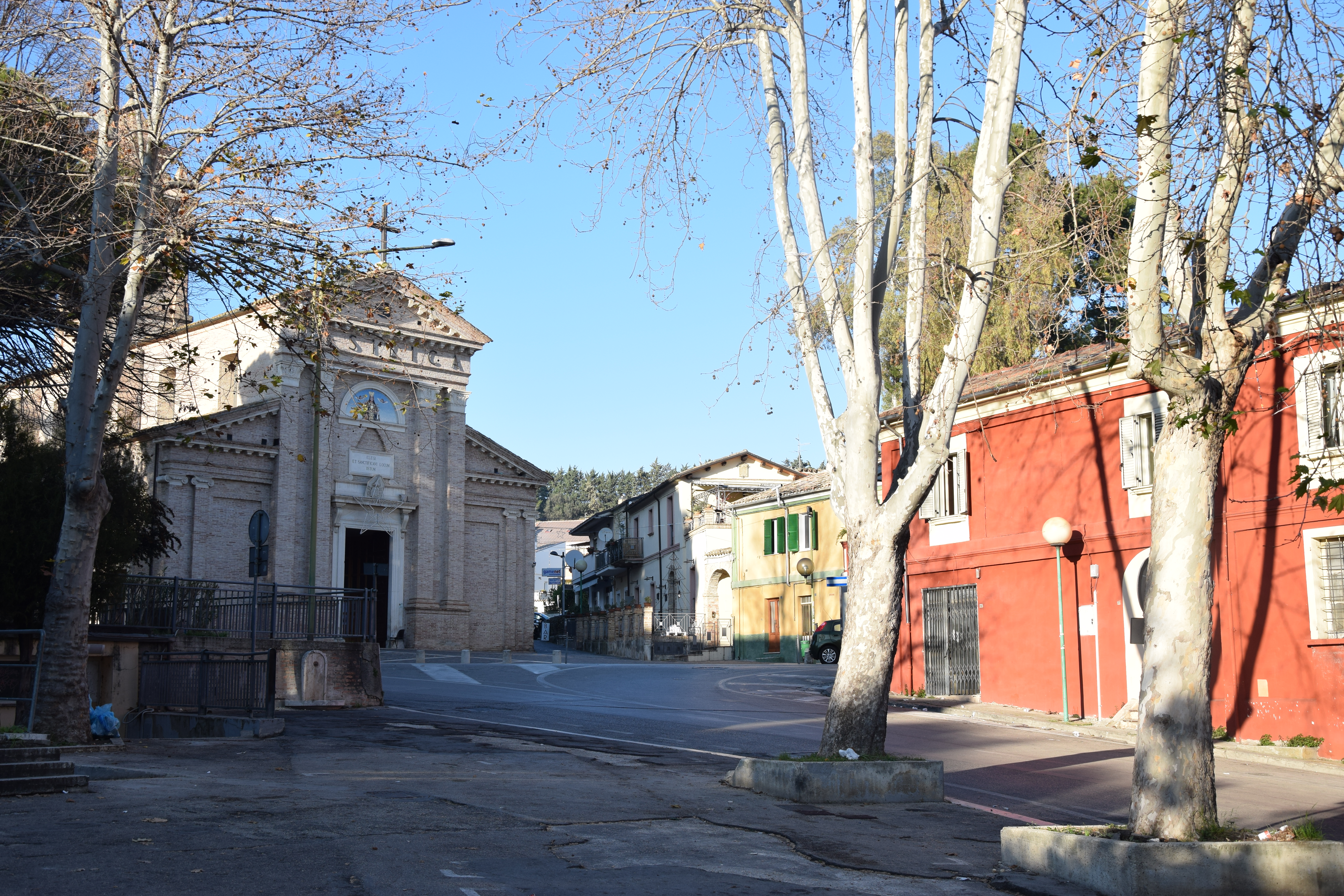
Borgo originario di Castellammare Adriatico

I numerosi e piccoli borghi che un tempo formavano il comune castellammarese sono sparsi nei vari colli che compongono la circoscrizione: colle Cervone, colle del Telegrafo, colle Marino, colle Scorrano, colle di Mezzo e colle Innamorati; nel corso del tempo questi diversi nuclei sono stati integrati nel tessuto urbano che li unisce senza soluzione di continuità alle nuove costruzioni dell'espansione urbana del XX secolo, che ha reso il quartiere una zona prevalentemente residenziale. Il centro principale sorgeva nei dintorni della basilica della Madonna dei Sette Dolori. Nel colle del Telegrafo sono stati rinvenuti resti risalenti al IV millennio a.C e tracce del primo insediamento stabile del territorio pescarese, un insediamento vestino popolato nella protostoria (secondo periodo preistorico compreso tra l'età del bronzo e quella del ferro) ma anche in età romana e ancora presente nelle fonti storiche sino all'anno 1000 con il nome di "Castellum ad Mare". Nell'area del colle del Telegrafo, in cui è anche presente l'antica fontana medievale di probabili origini romane nota come fonte Borea, è stato quindi allestito un parco archeologico nel 2017. Nella zona detta dei Gesuiti, a colle Marino, hanno sede il pattinodromo comunale e il centro sportivo campo "Rocco Febo".

### San Giuseppe - Ospedale e Villa Fabio
Il quartiere si sviluppa nella stretta fascia pianeggiante ai piedi dei colli e sulla sponda settentrionale del fiume Pescara, al confine con la frazione Villa Raspa di Spoltore. Sede delle strutture del presidio ospedaliero "Santo Spirito", è collegato a Portanuova e Villa del Fuoco tramite i ponti Flaiano e della Libertà, e ospita al suo interno i rioni di edilizia residenziale pubblica San Giuseppe, sorto negli anni 1950 nell'ambito del piano INA-Casa, e Gescal, costruito negli anni 1970 a opera dell'omonimo fondo. Nel quartiere ha sede il palazzetto dello sport PalaRigopiano.